# 刘奕冲
刘奕冲，直隸任邱人，清朝政治人物。舉人出身。
乾隆四十年，接替張世銓。擔任江蘇宜興縣知縣攝任。后由韩运鸿接任。曾于1771年接替李仕清任嘉定县知县一职，1773年由张履观接任。